# Ломьер (станция метро)
Ломьер (фр. Laumière) — станция линии 5 Парижского метрополитена, расположенная в квартале де ля Вийет XIX округа Парижа. Названа по авеню де Ломьер, получившей своё имя в честь Ксавьера Жана Мари Клемента Верньета де Ломьера (1812-1863), генерала артиллерии и участника французской интервенции в Мексику. Рядом со станцией располагаются театр Артизан, администрация XIX округа и Институт православной теологии Сен-Серж.

## История
- Станция открылась 12 октября 1942 года в составе пускового участка Гар-дю-Нор — Эглиз-де-Пантен, заменившего собой юго-западную дугу линии, перешедшую в состав линии 6.
- Пассажиропоток по станции по входу в 2011 году, по данным RATP, составил 4 518 075 человек[2]. В 2013 году этот показатель вырос до 4 726 950 пассажиров (93 место по уровню входного пассажиропотока в Парижском метро)[3].

## Дизайн
- Оформление станции выполнено в стиле Андре-Мотт.

## Галерея

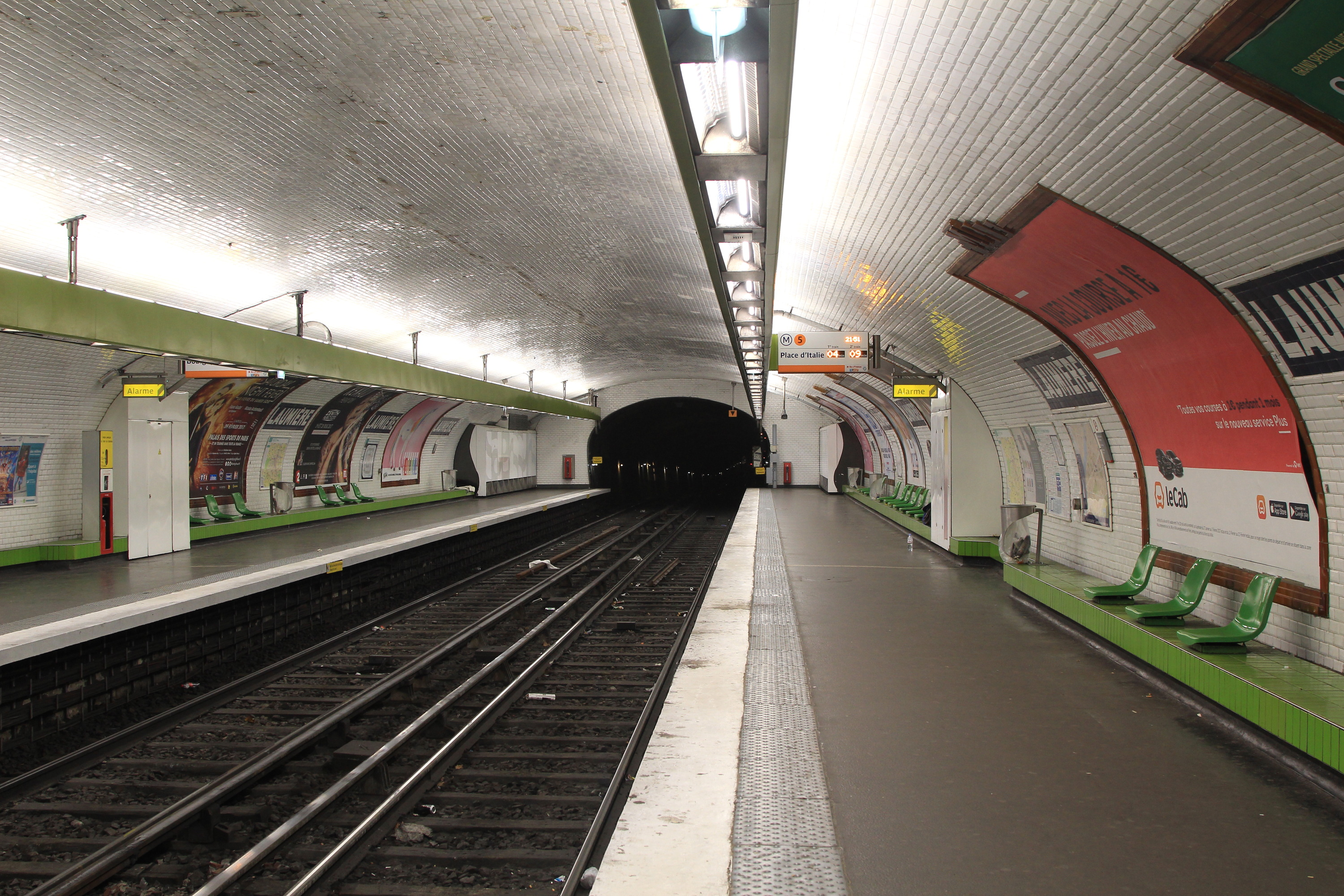
Платформа в сторону Пляс д'Итали
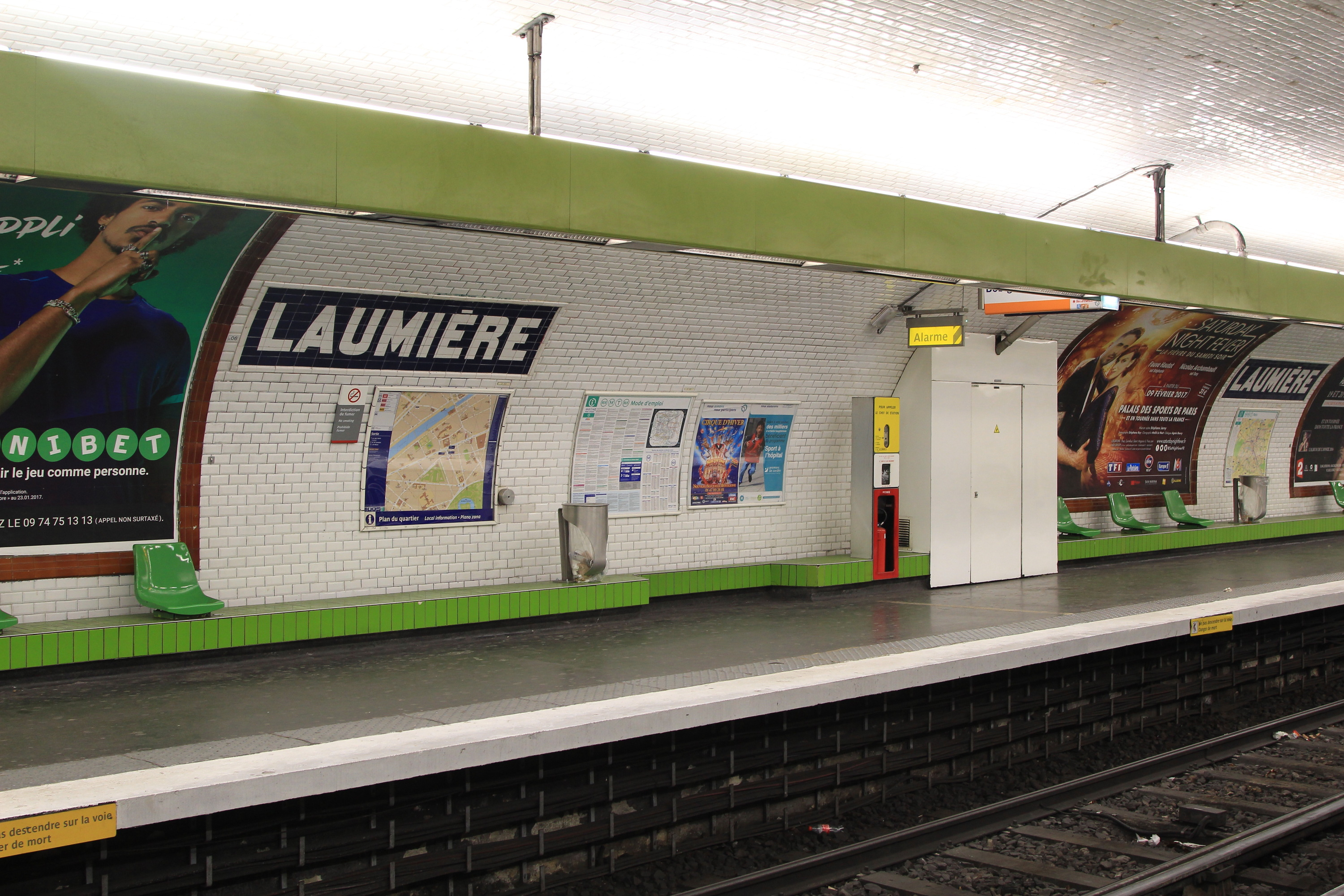
Оформление путевой стены
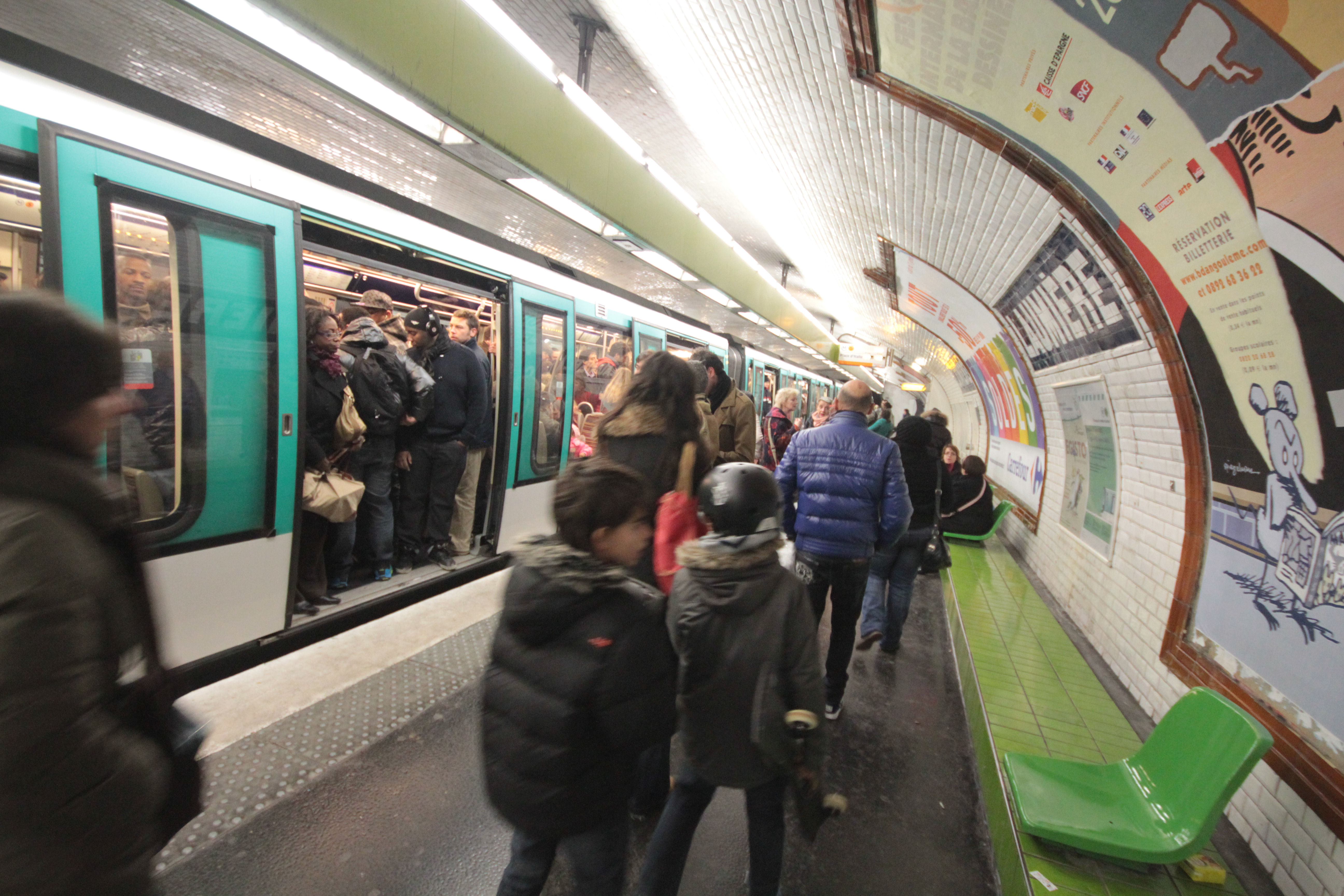
Состав модели MF 01 на станции